# Paratrichius oberthueri
Paratrichius oberthueri är en skalbaggsart som beskrevs av Moser 1902. Paratrichius oberthueri ingår i släktet Paratrichius och familjen Cetoniidae. Inga underarter finns listade i Catalogue of Life.